# Monjas (Oaxaca)
Monjas es una localidad del estado mexicano de Oaxaca. Es cabecera del municipio de Monjas.

## Demografía
| Censo | Población |
| ----- | --------- |
| 1900  | 713       |
| 1910  | 793       |
| 1921  | 2658      |
| 1930  | 318       |
| 1940  | 604       |
| 1950  | 790       |
| 1960  | 713       |
| 1970  | 1018      |
| 1980  | 712       |
| 1990  | 752       |
| 1995  | 730       |
| 2000  | 723       |
| 2005  | 641       |
| 2010  | 672       |
| 2020  | 676       |